# Максимова дача
«Макси́мова да́ча» — регіональний ландшафтний парк у Севастополі. З 7 вересня 2023 року місцевість передана до Бахчисарайського району Автономної Республіки Крим.
Комплексна пам'ятка природи, історії, археології, ландшафтно-паркового мистецтва. Створення парку мало відбутись згідно з рішенням Севастопольської міської ради від 18 червня 2013 за № 5678.

## Загальні відомості
Землекористувачем повинна була бути визначена спеціальна адміністрація, яка відповідно до ст. 12 Закону України про Природно-заповідний фонд не була створена. Через розміщення складів флоту РФ, спроби приватизації терену, судових розглядів до грудня 2013 вона так і не була створена впродовж декількох місяців до анексії Криму Росією.
Площа парку 83,9 гектарів, де розміщені залишки насаджень, руїни житлових будівель, рештки гідротехнічних споруд, малих архітектурних форм.
Парк розташований у Хомутовій балці.

## Історія
Наприкінці ХІХ ст. в Миколаєві Олексій Андрійович Максимов одружився з Аполінарією Сергіївною Кундишевою-Володіною — молодшою донькою власника корабельні, де він працював робітником, підрядником. На початку 1870-х років сім'я переїхала до Севастополя, де після відміни Паризького трактату розпочався ріст міста завдяки відновленню порту, флоту. Завдяки багатому приданому О. А. Максимов успішно зайнявся будівельними підрядами по будівництву Олександрівського (Східного) доку, Константинівського реального училища, палацу командувача флоту тощо Через декілька років він став купцем першої гільдії, спадковим почесним громадянином Севастополя (1898 за будівництво Східного доку), міським головою.
О. А. Максимов купив в спадкоємців крігскомісара флоту межі XVIII—XIX ст. Хомутова Ф. М. запущений маєток за 6 км від Севастополя у Хомутовій балці, де було розпочато добування вапнякового каменю, який використовували при будівництві в Севастополі. Завдяки значній різниці у 12-14 рублів собівартості сажня³ цього каміння до ціни каміння з інкерманської каменярні він заробив значний статок, ставши найбагатшою людиною міста. Згодом його звинувачували у використанні в будівлях більш неякісного каміння замість інкерманського.
Балку вкривала скупа рослинність із чагарниками, як і решту околиць Севастополя. Згодом у балці було розпочато будівництво підміської садиби Макарова, адже у місті йому належали ще три будинки. Для проектування будівель садиби, впорядкування парку Макаром О. А. запросив архітектора Валентина Августовича Фельдмана, відомого автора будівель панорами «Оборона Севастополя», пам'ятника затопленим кораблям, Покровського собору.
Фельдманом було спроектовано гідросистему парку з декількома каскадними і декоративними ставками, підземними цистернами-потернами для накопичення запасів води, водогонами до садиби, господарських будівель. Це дозволило розпочати закладення парку запрошеними садівниками Нікітського ботанічного саду.
У Хомутовій балці до будівництва дачі Максимова було понад вісім руїн античних садиб херсонесців (IV—II ст. до н. е.). Максимом входив до правління Кримського гірського клубу, що крім організації екскурсій займався дослідженням решток Херсонесу. То ж Макаров О. А. володів питанням історичної вартості руїн. Рештки з садиб у балці та Херсонесі були використані для оздоблення парку.
Як міському голові, у листопаді 1905 Маровову вдалось шляхом поступок зменшити загрозу заколоту в місті під час повстання на крейсері «Очаків». Це йому нагадали через три роки. У травні 1908 провели обшуки у маєтностях Макарова і головний командир флоту, військовий губернатор контр-адмірал Роберт Миколайович Вірен відсторонив його від виконання обов'язків міського голови, що у червні підтвердив прем'єр-міністр П. А. Столипін, до якого апелював Макаром О. А. Ставилось питання виселення родини Макарова з Севастополя і конфіскації майна через звинувачення у фінансових зловживаннях під час веденого ним будівництва доків, споруд міста. 20 серпня 1908 року О. А. Максимов пішов з життя внаслідок перенесеного інсульту. Розвиток садиби припинився, а вдова займалась виключно господарськими питаннями, дітьми і за деякими даними безуспішно пробувала продати маєток.. О. А. Максимов був похоронений у фамільному склепі, який пограбували після Другої світової війни, викинувши його рештки з склепу.

### Громадянська війна
У Громадянську війну на теренах дачі революційні моряки неодноразово розстрілювали офіцерів флоту, міщан. Рахунок йшов на сотні осіб. У листопад 1920 терор поновився. Лише за перший тиждень на теренах дачі Максимова вбили до 8 тисяч осіб. Серед розстріляних був син О. А. Макарова Микола. Значну частину розстрілів проводили біля підпірної стінки неподалік прямокутного ставу. Пошук могил розстріляних не проводився і їхнє розташування невідоме. Оскільки за згадка сучасників страчені перед розстрілом самі копали собі могили по всьому парку, то його терени до ексгумації поховань з моральної сторони можна вважати місцем недоречним для проведення святкових акцій, відпочинку.

### Доба СРСР
Після Громадянської війни дача Макарова була конфіскована і вдова Макарова просила милостиню на сходах церкви, збудованої на її кошти. Маєток був у володінні ВЧК-ГПУ і у садибі організували трудову колонію для безпритульних дітей, які шукали заховані скарби Макарова, значно пошкодили зелені насадження. Хутір Макарова передали 1927 місцевій адміністрації, яка після невдалих спроб відродження, передала майно Відділу народної освіти. Те організувало Дитячу сільськогосподарську колонію для дівчат. Тоді ще існувало 15 гектар виноградників, 1500 фруктових дерев. Будинок колонії згорів і впродовж 1929-1931 років розміщувалась сільгоспкомуна «Безбожник», яка частково відновила занедбане господарство. Вона складалась з 150 селян з Тверської губернії. Після відмови вступу до колгоспу 1932 комуну розпустили. Зрештою 1935 тут відкрили санаторій для робітників корабельні Севастополя і спорудили лікувальний корпус. Було відновлено допоміжне господарство, парк, закладено квітники. По популярності парк не поступався паркам Воронцовського і Лівадійського палаців.
Впродовж 1941-1942 років тут розміщувався медсанбат, 40-й шпиталь. Поряд розмістили 130-мм гармати, що викликало додаткові обстріли, бомбардування, внаслідок чого будівлі, парк зазнали значних руйнувань. Шпиталь перенесли у підземні галереї, гроти. Через парк проходила лінія оборони Севастополя, що принесло нові руйнування і безіменні невідомі нині поховання, число яких невідомо. У лощині Максимової дачі розміщена братська могила близько 200 померлих солдат. Поховання випадково віднайшли у 1980-х роках при прокладенні каналізації.
У післявоєнний час тут розміщувалась Фіолентівський медичний склад. У 1959 43 гектари землі передали Балаклавському лісництву, але насадження були знищені. На початку 1960-х років були розібрані рештки більшості будівель, комунікацій і було споруджено декілька нових будівель складів військовим шпиталем. Винарня була перебудована і використовувалась Севастопольським соковим заводом. Каміння з руїн, підпорних стін використовувалось для будівництва навколишніх дач. Через пошкодження системи водогонів частина води тече вниз по долині балки, заболочуючи центральну частину парку. У колишній потік в парку періодично скидаються відходи сокового заваду. 17 червня 1985 виконавчий комітет Севастопольської міської ради рішенням № 10/461 оголосив Максимову дачу пам'яткою архітектури місцевого значення.
З розпадом СРСР і поділом Чорноморського флоту територія військової частини відійшла ВМС Росії. За даними спеціалістів на початок 1990-х років втрати парку, будівель складали 95 %. Тут розміщувались склади, які практично не використовувались, але і не передавалась для потреб міста. У суді Донецька 2013 розпочались судові слухання по позову кооперативу «Прохлада» до Севастопольської міської ради відносно права забудови 12,2-25 гектарів біля ставків і забороні внесення питання про створення ландшафтного парку на сесію міськради. В останні роки природоохоронці відзначили постійне вирубування дерев на теренах Максимової дачі, імовірно, для опалення камінів близьких котеджів.

## Загальний опис
У 1891 в Севастополі поселився архітектор В. А. Фельдман, до якого звернувся О. А. Максимов задля реалізації своїх чисельних проектів. Площа Хомутової балки складала близько 100 гектар, але каменярня сильно змінила її рельєф. За пропозицією Фельдмана були виконані штучні тераси в кар'єрі з підпорними стінками, на яких насипали привезений родючий ґрунт і засадили на північному і східному схилах південної частини балки рідкісні сорти винограду (Vitis), оскільки О. А. Максимов збирався виробляти вино. Виноробом був Овер'ян Якович Костенко (р.н. 1921). Одночасно Фельдман розпочав проектувати і будувати гідросистему майбутнього парку. У балці тоді було декілька джерел, які на сьогодні пересохли чи є засипаними. Було заплановано частину води направити штучними руслами до каскаду озер, а частину трубами до підземних потерн-водосховищ. Була спроектована система водовідведення і водопостачання господарських будівель — конюшні, лазні, теплиць, оранжереї, кузні, ферми тощо Неушкоджені в час революції, війн частини підземної системи водопостачання без ремонту пропрацювали до початку 1960-х років, коли їх бездумно демонтували. У підземних потернах вціліли обрізки труб системи, які виготовлялись для парових машин кораблів і які через 100 років не вкриті слідами корозії.
На південь від садиби було збудовано винарню з підземними льохами, а в місті відкрили винний магазин, де продавали вино з дачі. На східному схилі балки збудували з дикого каміння двоярусну пасіку, де нагорі стояли вулики, а внизу відкачували мед. У квітниках висаджували квіти різноманітних видів так, щоб вони цвіли впродовж року, забезпечуючи бджіл нектаром і оживляючи своїми кольорами декор парку.

### Парк
Після завершення спорудження гідравлічної системи родючою землею покрили тераси майбутнього парку, розділеного на верхній і нижній. Було висаджено рідкісні дерева, чагарники, закладено квітники. У парку росли софора японська (Styphnolobium japonicum), осокори (Populus nigra L.), каштани (Castanea Tourn), бузина (Sambucus), ялівець (Juniperus communis L.), мигдаль солодкий (Prunus dulcis), фісташки (Pistacia), бузок (Syringa vulgaris), маслини (Olea europaea), ялини блакитні (Picea pungens Engelm.), кедри ліванські (Cedrus libani). У нижній частині балки висадили фруктовий сад.
У трьох басейнах каскаду верхнього парку розводили рибу декоративних і товарних видів, раків (Astacus), яких за бажання власника гості поїдали поряд під пиво. Два басейни повторювали форми Азовського і Чорного морів (верхній більший) та були засаджені водяною рослинністю. З опорної стінки у більший басейн надходив водяний потік. Над ними були перекинуті кам'яні містки. По центру третього прямокутного басейну (6 м × 10 м) з фонтаном розміщувався обсаджений комишем (Scírpus) острівець з фігурою оголеного хлопчика з рибою і раком в руках, який вчепився в його пальця. У 1930-х роках замість фігури і острівця з комишем встановили фонтан. У верхньому парку були ще фонтани підземний і співаючий. Поміж ставками протікав обкладений камінням струмок, через який було перекинуто декілька містків. В парку були облаштовані невеликі ніші з холодною джерельною водою, великі ніші-гроти з кам'яними лавами. До першого ставка від основного джерела вів штучний підземний грот завдовжки 50-80 метрів у східному схилі балки. У нього природним чином потрапляло вологе морське повітря, вода з якого конденсувалась на стінах і капала до русла потоку. Додаткова вода подавалась ще з декількох менш потужних джерел. У схилі вирубали ніші-лави. Над ними росли плакучі верби (Salix babylonica).
Стежини, галявини парку були обрамлені блоками вапняку, з якого будували штучні наземні і підземні гроти, сходи, лави, павільйони, альтанки за ескізами Фельдмана. У нижньому парку розміщувались вольєри з екзотичними тваринами і майданчик для крокету, де у 1940-х роках влаштували братську могилу.
Неподалік кузні, конюшні розміщувався обсаджений тополями (Populus) і обрамлений диким каменем басейн. За задумом господарський будинок забезпечувався фруктами, овочами, рибою, м'ясом, молоком з підсобного господарства дачі. Фельдман 1906 перебрався до Харкова і роботами почав керувати особисто Макаров. Біля пасіки він засадив сосновий (Pinus L.) гай на 10 сотках. Дещо вище висадили дуби (Quercus) з кленами (Acer L.), дещо в стороні кизил (Cornus mas L.). Понад водоймами на схилі висадили мигдалевий гай. Також було додатково висаджено крім дерев наявних в парку видів кедр гімалайський (Cedrus deodara), шовковицю (Morus). Загалом було висаджено близько 1550 видів дерев, чагарників, квітів, рослин, серед яких були реліктові, рідкісні для Криму види. Після десятиліття руйнації дачі наприкінці 1960-х тут ще налічувалось близько 80 видів дерев і чагарників. Серед посушливого напівпустельного пейзажу навколо Севастополя зелена балка виглядала справжньою оазою.

### Споруди
У парковій зоні спорудили невеликий житловий літній мисливський будинок і мавританський у вигляді декоративного павільйону з високим шпилем і фонтаном посеред облицьованого плиткою майданчика. Будівництво будинку у поєднанні стилів неокласицизму і неоренесансу і господарських будівель завершили 1904 року. Біля головного в'їзду до парку розміщувався головний вхід до садиби, що трьома уступами піднімався по східному схилу балки. Його ширина виносила близько 20 метрів. Двоярусна частина будівлі мала два ризаліти, що сильно виступали за лінію фасаду і завершувались щипцями з двосхилими дахами з звисами на дерев'яних кронштейнах. Через західний ризаліт вела арка проїзду до внутрішнього двору. Східний і центральний ризаліт були триповерховими. Головний фасад прикрашав портик з балконом на 9 колонах. Фасад покривав плющ (Hedera L.) і дикий виноград (Parthenocissus tricuspidata). Кожна кімната різнилась кольором і була декорована панно, картинами, вазами, скульптурами. Справа від в'їзду у нижньому крилі розміщувався басейн, до якого вели сходи з оранжереї з скляним дахом.

### Структура території
Маєток розміщено у верхній частині балки, де її схили ще доволі пологі. Біля верхньої межі маєтку ширина балки становить до 100 метрів при глибині до 5 метрів. У нижній північно-західній межі ширина балки становить близько 300 метрів при глибині до 30 метрів. Після цього балка різко звужується при збільшенні глибини.
У верхній частині маєтку розташовувалась винарня з винними льохами, майстернями, трансформаторна підстанція, з'єднана з першою електростанцією Севастополя. Далі йшла житлово-господарська зона, що складалась з житлового будинку і дерев'яної конюшні, збудованої біля північно-східного схилу балки. Від схилу вона була одноповерховою, з протилежної сторони двоповерховою. Напроти розміщувався мішаний ліс, де росли навіть ліани. Поміж конюшнею і будинком лежала площа з круглим басейном і фонтаном, підпірною стінкою висотою 3-5 метрів з сторони дна балки. Біля неї вздовж балки йшов житловий будинок з проїздом. Посеред балки знаходились ферма, стодоли, комори.
Нижче йшов комплекс парку на схилах і днищі балки. За житловим будинком йшли тенісні корти, майданчик для гри, перероблена у 1930-х роках у відкритий кінотеатр, дерев'яний будинок садівника на кам'яному цоколі. Далі йшли три ставки. Від будинку садівника до Бджолиного будинку йшла прогулянкова стежка. Частина схилу була зрізана для проведення масових акцій. Частина цього майданчика (дегустаційний зал) від схилу балки була відгороджена стіною з пляшок. З протилежної сторони стояв мавританський будинок, за яким йшов пересихаючий струмок з місточком до пасіки — Бджолиного будинку у вигляді високої кам'яної стіни.
Під парковою зоною розміщувались городи, за якими різко змінювалась форма балки.